# غييرمو هورمازبال
غييرمو هورمازبال (بالإسبانية: Guillermo Hormazábal)‏ مواليد 19 فبراير 1985 في تالكا، هو لاعب كرة مضرب تشيلي سابق بدأ مسيرته كمحترف سنة 2003 وكان يلعب باليد اليمنى. أعلى تصنيف له في الفردي كان المركز الـ 291 في سنة 2012. أعلى تصنيف له في الزوجي كان المركز الـ 287 في سنة 2009.